# Maghama
Maghama este o comună din departamentul Maghama, Regiunea Gorgol, Mauritania, cu o populație de 11.367 locuitori.